# 135
Năm 135 là một năm trong lịch Julius. 